# Okręgowe rozgrywki w piłce nożnej woj. olsztyńskiego (1974/1975)
Drużyny z województwa olsztyńskiego występujące w ligach centralnych i makroregionalnych:
- I liga – brak
- II liga – Stomil Olsztyn

Rozgrywki okręgowe:
- Klasa wojewódzka (III poziom rozgrywkowy)
- Klasa międzypowiatowa - 4 grupy (IV poziom rozgrywkowy)
- Klasa powiatowa - 18 grup (V poziom rozgrywkowy)
- klasa C (gminna) - podział na grupy (VI poziom rozgrywkowy)

W tym sezonie III liga okręgowa stała się klasą wojewódzką, klasa A - klasą międzypowiatową, a klasa B - klasą powiatową.

## Klasa wojewódzka
| Poz. | Klub                           | M  | Pkt. | Bramki |
| ---- | ------------------------------ | -- | ---- | ------ |
| 1    | Gwardia Olsztyn                | 26 | 37   | 62-18  |
| 2    | Śniardwy Orzysz                | 26 | 37   | 42-19  |
| 3    | Victoria Bartoszyce            | 26 | 36   | 59-30  |
| 4    | Jurand Bemowo Piskie           | 26 | 35   | 63-37  |
| 5    | Warmia Olsztyn                 | 26 | 30   | 34-20  |
| 6    | Granica Kętrzyn                | 26 | 27   | 40-26  |
| 7    | Metalowiec Mrągowo             | 26 | 25   | 39-25  |
| 8    | Podchorążak Szczytno           | 26 | 25   | 30-38  |
| 9    | Start Nidzica                  | 26 | 24   | 32-36  |
| 10   | Mazur Pisz                     | 26 | 22   | 34-38  |
| 11   | Polonia Lidzbark Warmiński (b) | 26 | 22   | 25-49  |
| 12   | Sokół Ostróda (b)              | 22 | 18   | 20-45  |
| 13   | Mamry Giżycko (b)              | 26 | 19   | 28-38  |
| 14   | Huragan Morąg                  | 26 | 9    | 14-86  |

- Mecz dodatkowy (w Bartoszycach): Gwardia Olsztyn – Śniardwy Orzysz 2:1
- Gwardia Olsztyn nie awansowała do II ligi

## Klasa międzypowiatowa

### grupa I
| Poz. | Klub                      | M  | Pkt. |
| ---- | ------------------------- | -- | ---- |
| 1    | Błękitni Orneta           | 18 | 32   |
| 2    | Warfama Dobre Miasto      | 18 | 28   |
| 3    | Syrena Młynary            | 18 | 22   |
| 4    | Cresovia Górowo Iławeckie | 18 | 18   |
| 5    | Polonia Pasłęk            | 18 | 18   |
| 6    | LZS Pieniężno             | 18 | 18   |
| 7    | LZS Bemowizna             | 18 | 17   |
| 8    | Zatoka Braniewo           | 18 | 15   |
| 9    | Zalew Frombork            | 18 | 8    |
| 10   | WPGR Gudniki              | 18 | 4    |

### grupa II
| Poz. | Klub                         | M  | Pkt. |
| ---- | ---------------------------- | -- | ---- |
| 1    | Jeziorak Iława               | 18 | 23   |
| 2    | Start Działdowo              | 18 | 21   |
| 3    | Drwęca Nowe Miasto Lubawskie | 18 | 20   |
| 4    | Kormoran Ostróda             | 18 | 19   |
| 5    | Ossa Biskupiec Pomorski      | 18 | 19   |
| 6    | Pogoń Prabuty                | 18 | 18   |
| 7    | Unia Susz                    | 18 | 17   |
| 8    | Vel Lidzbark Welski          | 18 | 13   |
| 9    | Motor Lubawa                 | 18 | 11   |
| 10   | Orzeł Ulnowo                 | 18 | 9    |

### grupa III
| Poz. | Klub                   | M  | Pkt. |
| ---- | ---------------------- | -- | ---- |
| 1    | Vęgoria Węgorzewo      | 16 | 23   |
| 2    | Agrokompleks Kętrzyn   | 16 | 22   |
| 3    | Orlęta Reszel          | 16 | 22   |
| 4    | Łyna Sępopol (s)       | 16 | 20   |
| 5    | Victoria II Bartoszyce | 16 | 20   |
| 6    | ŻKS Mikołajki          | 16 | 16   |
| 7    | Jurand Barciany (b)    | 16 | 10   |
| 8    | ZKS Ruciane-Nida       | 16 | 6    |
| 9    | PGR Giżycko            | 16 | 5    |

- PGR Baranowo zastąpił MKŻ Mikołajki w trakcie sezonu.
- POM Giżycko, który zmienił nazwę na Mamry II Giżycko, wycofał się z rozgrywek w trakcie sezonu.
- LZS Pierkunowo zmienił nazwę na PGR Giżycko w trakcie sezonu.
- baraż o klasę wojewódzką: Agrokompleks Kętrzyn - Orlęta Reszel 3:0

### grupa IV
| Poz. | Klub                   | M  | Pkt. |
| ---- | ---------------------- | -- | ---- |
| 1    | Stomil II Olsztyn      | 18 | 31   |
| 2    | PGR Barczewo           | 18 | 25   |
| 3    | Zjednoczenie Biskupiec | 18 | 22   |
| 4    | LZS Szyldak            | 18 | 18   |
| 5    | Mechanizator Ostróda   | 18 | 17   |
| 6    | LZS Kozłowo            | 18 | 15   |
| 7    | LZS Miłomłyn           | 18 | 14   |
| 8    | LZS Sątopy             | 18 | 14   |
| 9    | LZS Gągławki           | 18 | 11   |
| 10   | Ihar Bartążek          | 18 | 11   |

- w związku z powiększeniem od następnego sezonu klasy wojewódzkiej do 20 zespołów, z grup I i IV klasy międzypowiatowej awansowały po 2 drużyny

## Klasa powiatowa

### grupa braniewska
| Poz. | Klub         | M  | Pkt. |
| ---- | ------------ | -- | ---- |
| 1    | LZS Rogity   | 18 |      |
| ?    | LZS Wyszkowo | 18 |      |
| ?    | LZS Rogiedle | 18 |      |
| ?    | LZS Lelkowo  | 18 |      |
| ?    | ?            | 18 |      |
| ?    | ?            | 18 |      |
| ?    | ?            | 18 |      |
| ?    | ?            | 18 |      |
| ?    | ?            | 18 |      |
| ?    | ?            | 18 |      |

### grupa morąska
| Poz. | Klub             | M  | Pkt. |
| ---- | ---------------- | -- | ---- |
| 1    | LZS Małdyty      | 18 |      |
| ?    | LZS Miłakowo     | 18 |      |
| ?    | LZS Kudypy       | 18 |      |
| ?    | Huragan II Morąg | 18 |      |
| ?    | LZS Wenecja      | 18 |      |
| ?    | POM Morąg        | 18 |      |
| ?    | Orkan Zalewo     | 18 |      |
| ?    | ?                | 18 |      |
| ?    | ?                | 18 |      |
| ?    | ?                | 18 |      |

### grupa pasłęcka
| Poz. | Klub               | M  | Pkt. |
| ---- | ------------------ | -- | ---- |
| ?    | LZS Stegny         | 18 |      |
| ?    | Pasłęczanka Pasłęk | 18 |      |
| ?    | LZS Kwietniewo     | 18 |      |
| ?    | ?                  | 18 |      |
| ?    | ?                  | 18 |      |
| ?    | ?                  | 18 |      |
| ?    | ?                  | 18 |      |
| ?    | ?                  | 18 |      |
| ?    | ?                  | 18 |      |
| ?    | ?                  | 18 |      |

### grupa lidzbarska
| Poz. | Klub          | M  | Pkt. |
| ---- | ------------- | -- | ---- |
| 1    | LZS Kunik     | 18 |      |
| ?    | LZS Kiwity    | 18 |      |
| ?    | LZS Świątki   | 18 |      |
| ?    | LZS Runowo    | 18 |      |
| ?    | LZS Barcikowo | 18 |      |
| ?    | LZS Kwiecewo  | 18 |      |
| ?    | LZS Kalisty   | 18 |      |
| ?    | LZS Skolity   | 18 |      |
| ?    | ?             | 18 |      |
| ?    | ?             | 18 |      |

### grupa bartoszycka
| Poz. | Klub                | M  | Pkt. |
| ---- | ------------------- | -- | ---- |
| 1    | LZS Nalikajmy       | 18 |      |
| ?    | Granica Bezledy     | 18 |      |
| ?    | LZS Dzikowo         | 18 |      |
| ?    | LZS Łojdy           | 18 |      |
| ?    | LZS Kinkajmy Lusiny | 18 |      |
| ?    | LZS Liski           | 18 |      |
| ?    | LZS Wozławki        | 18 |      |
| ?    | Pogranicze Gaje     | 18 |      |
| ?    | ?                   | 18 |      |
| ?    | ?                   | 18 |      |

### grupa olsztyńska
| Poz. | Klub                     | M  | Pkt. |
| ---- | ------------------------ | -- | ---- |
| 1    | Olimpia Olsztynek        | 18 |      |
| ?    | LZS Klewki               | 18 |      |
| ?    | LZS Barkfreda            | 18 |      |
| ?    | LZS Nowa Wieś Olsztyńska | 18 |      |
| ?    | LZS Dywity               | 18 |      |
| ?    | LZS Napiwoda             | 18 |      |
| ?    | LZS Patryki              | 18 |      |
| ?    | LZS Biesal               | 18 |      |
| ?    | Gwardia II Olsztyn       | 18 |      |
| ?    | Rodło Pozorty            | 18 |      |

### grupa biskupiecka
| Poz. | Klub                      | M  | Pkt. |
| ---- | ------------------------- | -- | ---- |
| 1    | LZS Lipowo                | 18 |      |
| ?    | Zjednoczenie II Biskupiec | 18 |      |
| ?    | LZS Parleza Wielka        | 18 |      |
| ?    | LZS Czerwonka             | 18 |      |
| ?    | LZS Wipsowo               | 18 |      |
| ?    | LZS Droszewo              | 18 |      |
| ?    | LZS Żardeniki             | 18 |      |
| ?    | LZS Bęsia                 | 18 |      |
| ?    | ?                         | 18 |      |
| ?    | ?                         | 18 |      |

### grupa szczycieńska
| Poz. | Klub                | M  | Pkt. |
| ---- | ------------------- | -- | ---- |
| 1    | LZS Wielbark        | 18 |      |
| ?    | LZS Targowo         | 18 |      |
| ?    | LZS Jedwabno        | 18 |      |
| ?    | Drzewiarz Świętajno | 18 |      |
| ?    | Roszarnia Szczytno  | 18 |      |
| ?    | LZS Rańsk           | 18 |      |
| ?    | LZS Pasym           | 18 |      |
| ?    | Gwardia II Szczytno | 18 |      |
| ?    | LZS Dźwierzuty      | 18 |      |
| ?    | ?                   | 18 |      |

### grupa kętrzyńska
| Poz. | Klub               | M  | Pkt. |
| ---- | ------------------ | -- | ---- |
| 1    | LZS Łankiejmy      | 18 |      |
| ?    | Granica II Kętrzyn | 18 |      |
| ?    | LZS Srokowo        | 18 |      |
| ?    | LZS Solanka        | 18 |      |
| ?    | Handlowiec Korsze  | 18 |      |
| ?    | LZS Marłuty        | 18 |      |
| ?    | LZS Martiany       | 18 |      |
| ?    | LZS Wopławka       | 18 |      |
| ?    | LZS Skierki        | 18 |      |
| ?    | Orlęta II Reszel   | 18 |      |

### grupa giżycka
| Poz. | Klub                  | M  | Pkt. |
| ---- | --------------------- | -- | ---- |
| 1    | LZS Ryn               | 18 |      |
| ?    | LZS Wilkasy           | 18 |      |
| ?    | LZS Doba              | 18 |      |
| ?    | LZS Sterławki Wielkie | 18 |      |
| ?    | LZS Sulimy            | 18 |      |
| ?    | LZS Wydminy           | 18 |      |
| ?    | LZS Ruda              | 18 |      |
| ?    | LZS Monetki           | 18 |      |
| ?    | ?                     | 18 |      |
| ?    | ?                     | 18 |      |

### grupa węgorzewska
| Poz. | Klub            | M  | Pkt. |
| ---- | --------------- | -- | ---- |
| ?    | LZS Pozezdrze   | 18 |      |
| ?    | LZS Kruklanki   | 18 |      |
| ?    | LZS Sztynort    | 18 |      |
| ?    | LZS Budry       | 18 |      |
| ?    | LZS Radzieje    | 18 |      |
| ?    | LZS Węgielsztyn | 18 |      |
| ?    | PGR Ołownik     | 18 |      |
| ?    | ?               | 18 |      |
| ?    | ?               | 18 |      |
| ?    | ?               | 18 |      |

awans: brak

### grupa mrągowska
| Poz. | Klub         | M  | Pkt. |
| ---- | ------------ | -- | ---- |
| 1    | LZS Woźnice  | 18 |      |
| ?    | LZS Piecki   | 18 |      |
| ?    | Czos Mrągowo | 18 |      |
| ?    | LZS Boże     | 18 |      |
| ?    | ?            | 18 |      |
| ?    | ?            | 18 |      |
| ?    | ?            | 18 |      |
| ?    | ?            | 18 |      |
| ?    | ?            | 18 |      |
| ?    | ?            | 18 |      |

### grupa piska
- 10 zespołów,  awans: brak

### grupa ostródzka
| Poz. | Klub                  | M  | Pkt. |
| ---- | --------------------- | -- | ---- |
| 1    | Szeląg Stare Jabłonki | 18 |      |
| ?    | Drwęca Samborowo      | 18 |      |
| ?    | LZS Bałcyny           | 18 |      |
| ?    | LZS Rogowo            | 18 |      |
| ?    | Płomień Turznica      | 18 |      |
| ?    | LZS Liwa              | 18 |      |
|      | Grom Kiersztanowo     | 18 |      |
| ?    | LZS Dąbrówno          | 18 |      |
| ?    | Kormoran Bynowo       | 18 |      |
| ?    | LZS Gierłoż           | 18 |      |

### grupa iławska
| Poz. | Klub                  | M  | Pkt. |
| ---- | --------------------- | -- | ---- |
| 1    | LZS Rudzienice        | 18 |      |
| ?    | LZS Ząbrowo           | 18 |      |
| ?    | Tęcza Kamieniec       | 18 |      |
| ?    | LZS Jawty Wielkie     | 18 |      |
| ?    | LZS Szczepankowo      | 18 |      |
| ?    | LZS Mózgowo           | 18 |      |
| ?    | LZS Prątnica          | 18 |      |
| ?    | LZS Frednowy          | 18 |      |
| ?    | LKS Iława             | 18 |      |
| ?    | LZS Nowa Wieś Iławska | 18 |      |

### grupa nowomiejska
| Poz. | Klub                       | M  | Pkt. |
| ---- | -------------------------- | -- | ---- |
| 1    | LZS Bielice                | 18 |      |
| ?    | WPGR Nowe Miasto Lubawskie | 18 |      |
| ?    | LZS Sędzice                | 18 |      |
| ?    | LZS Lipinki                | 18 |      |
| ?    | ?                          | 18 |      |
| ?    | ?                          | 18 |      |
| ?    | ?                          | 18 |      |
| ?    | ?                          | 18 |      |
| ?    | ?                          | 18 |      |
| ?    | ?                          | 18 |      |

### grupa nidzicka
| Poz. | Klub                     | M  | Pkt. |
| ---- | ------------------------ | -- | ---- |
| 1    | POM Nidzica              | 18 |      |
| ?    | LZS Zagrzewo             | 18 |      |
| ?    | Rytm Frąknowo            | 18 |      |
| ?    | LZS Załuski              | 18 |      |
| ?    | Orzeł Janowiec Kościelny | 18 |      |
| ?    | Łyna Nidzica             | 18 |      |
| ?    | ?                        | 18 |      |
| ?    | ?                        | 18 |      |
| ?    | ?                        | 18 |      |
| ?    | ?                        | 18 |      |

### grupa działdowska
| Poz. | Klub           | M  | Pkt. |
| ---- | -------------- | -- | ---- |
| 1    | Iskra Narzym   | 18 |      |
| ?    | LZS Gajówki    | 18 |      |
| ?    | LZS Kolgartowo | 18 |      |
| ?    | Polonia Iłowo  | 18 |      |
| ?    | ?              | 18 |      |
| ?    | ?              | 18 |      |
| ?    | ?              | 18 |      |
| ?    | ?              | 18 |      |
| ?    | ?              | 18 |      |
| ?    | ?              | 18 |      |